# Грязный Луи
Валентин Владимирович Суходольский (род. 8 июля 1987, Беломорск, Карельская АССР), более известный под псевдонимами The Chemodan и Грязный Луи — российский рэпер. Бывший участник The Chemodan Clan и участник группы XIII.

## Биография
Родился Грязный Луи 8 июля 1987 года. На музыкальное творчество оказали влияние Mobb Deep, Boot Camp Clik и Cypress Hill. По словам Валентина, заняться музыкой он решил из-за «недовольства тем, что происходило с русским рэпом на тот момент». О создании своего псевдонима артист говорил: «Я сам придумал такое погоняло. В конце 90-х крутили по телеку одну рекламу про средство для мытья унитаза. Там был микроб. Он говорил: „Я — Грязный Луи, обитающий на ободке унитаза“». Первый видеоклип группа выпустила спустя четыре года.
Служил в Воздушно-десантских войсках наводчиком-оператор боевой машины десанта. Во время службы в армии вышел альбом «Минздрав предупреждал».
1 декабря 2011 года вышел студийный альбом Gnoy, который вошёл в список «20 рэп-альбомов 2010-х» по версии The Flow и restore:.
В 2017 году проект The Chemodan Clan был закрыт и выпущен последний альбом в составе группы The End.
В 2019 году Грязный Луи, Brick Bazuka и Яра Sunshine запустили новый проект XIII, выпустив дебютный студийный альбом «Город 13».
19 марта 2021 года вышел второй студийный альбом в составе XIII под названием Sekta.
17 июня 2022 года вышел третий студийный альбом в составе XIII под названием Wudu.
21 октября 2022 года вышел четвёртый студийный альбом в составе XIII под названием Reibu.
11 ноября 2022 года вышел первый за пять лет сольный студийный альбом «Конец это начало».
26 января 2024 года вышел альбом под названием «Historia Morbi». На гостевых куплетах можно услышать Брутто, ATL, Честер Небро и Friendly Thug 52 Ngg.

## Дискография

### В составе The Chemodan

#### Студийные альбомы
| Название                 | Детали                                                                                   |
| ------------------------ | ---------------------------------------------------------------------------------------- |
| «Овечка для секса»       | - Релиз: 12 ноября 2007 - Лейбл: Вне лейбла - Формат: стриминг                           |
| «Овечка для секса»       | - Релиз: 4 октября 2019 - Лейбл: Вне лейбла - Формат: стриминг                           |
| «Не сегодня»             | - Релиз: 13 сентября 2008 - Лейбл: Вне лейбла - Формат: стриминг                         |
| «Миндздрав предупреждал» | - Релиз: 22 июля 2009 - Лейбл: Вне лейбла - Формат: цифровая загрузка, стриминг          |
| «Пока кое-кто умер»      | - Релиз: 10 ноября 2010 - Лейбл: Вне лейбла - Формат: стриминг                           |
| «Круги под глазами»      | - Релиз: 25 мая 2011 - Лейбл: Вне лейбла - Формат: стриминг                              |
| Gnoy                     | - Релиз: 1 декабря 2011 - Лейбл: A+ (переиздание) - Формат: цифровая загрузка, стриминг  |
| «Кроме женщин и детей»   | - Релиз: 30 декабря 2012 - Лейбл: A+ (переиздание) - Формат: цифровая загрузка, стриминг |
| The End                  | - Релиз: 16 июня 2017 - Лейбл: The Chemodan - Формат: цифровая загрузка, стриминг        |
| «Конец это начало»       | - Релиз: 11 ноября 2022 - Лейбл: A+ - Формат: цифровая загрузка, стриминг                |

#### Мини-альбомы
| Название                 | Детали                                                                        |
| ------------------------ | ----------------------------------------------------------------------------- |
| «Андергроунд гантса реп» | - Релиз: 2007 - Лейбл: A+ (переиздание) - Формат: цифровая загрузка, стриминг |

#### Микстейпы
| Название          | Детали                                                                              |
| ----------------- | ----------------------------------------------------------------------------------- |
| «Обломался мусор» | - Релиз: 12 ноября 2008 - Лейбл: The Chemodan - Формат: цифровая загрузка, стриминг |

#### Сборники
| Название    | Детали                                                                               |
| ----------- | ------------------------------------------------------------------------------------ |
| Unpublished | - Релиз: 31 декабря 2014 - Лейбл: The Chemodan - Формат: цифровая загрузка, стриминг |

#### Синглы

##### В качестве ведущего исполнителя
| Название      | Год  |
| ------------- | ---- |
| «Навзрыд»     | 2017 |
| «На версусе»  | 2017 |
| «Numb»        | 2018 |
| «Шоу Трумана» | 2022 |
| «Чёрный змей» | 2022 |

##### В качестве приглашённого исполнителя
| Название                                                       | Год  |
| -------------------------------------------------------------- | ---- |
| «В горле сушит» (Vendetta при уч. The Chemodan и Brick Bazuka) | 2011 |
| «Smoke Again» (Brick Bazuka при уч. The Chemodan)              | 2022 |
| «Swag» (Слава КПСС при уч. The Chemodan)                       | 2024 |

### В составе XIII
| Название   | Детали                                                                              |
| ---------- | ----------------------------------------------------------------------------------- |
| «Город 13» | - Релиз: 31 мая 2019 - Лейбл: FRWRD Music - Формат: Цифровая загрузка, стриминг     |
| Sekta      | - Релиз: 19 марта 2021 - Лейбл: FRWRD Music - Формат: Цифровая загрузка, стриминг   |
| Wudu       | - Релиз: 17 июня 2022 - Лейбл: FRWRD Music - Формат: Цифровая загрузка, стриминг    |
| Reibu      | - Релиз: 21 октября 2021 - Лейбл: FRWRD Music - Формат: Цифровая загрузка, стриминг |

#### В составе ПодЪездные Теории
| Название                   | Детали                                                    |
| -------------------------- | --------------------------------------------------------- |
| DleeMC (ПодЪездные Теории) | - Релиз: 2005—2006 - Лейбл: Вне лейбла - Формат: стриминг |

### Комментарии
1. ↑  Переиздан 12 ноября 2014 года.
2. ↑  Переиздан 16 января 2014 года.
3. ↑  Переиздан 12 ноября 2014 года.